# اچ‌ام‌اس داونهام (ام۲۶۲۰)
اچ‌ام‌اس داونهام (ام۲۶۲۰) (به انگلیسی: HMS Davenham (M2620)) یک کشتی بود که طول آن ۱۰۰ فوت (۳۰ متر) بود. این کشتی در سال ۱۹۵۳ ساخته شد.